# Riu Abakan
El riu Abakan és un curs fluvial de Sibèria a la República de Khakassia, Rússia, afluent del Ienissei. El riu s'utilitza per a la conducció de troncs i el reg. La ciutat d'Abakan es troba a la confluència de l'Abakan i el Yenisey.

## Curs
Està format per la confluència dels rius Bolshoy Abakan i Maly Abakan. Neix a les muntanyes Sayan occidental i flueix al nord-est a través de la Depressió de Minusinsk fins al Ienissei. Té uns514 quilometres de llarg des de la font del Bolxoi Abakan, i 327 quilometres per a l'Abakan pròpiament dit. La seva conca de drenatge cobreix 32.000 quilometres quadrats.